# ジェームズ・ギルレイ
ジェームズ・ギルレイ（英語: James Gillray、1757年8月13日 - 1815年6月1日）は、イギリスの画家、イラストレーター（風刺画家）、版画家である。

## 略歴

### 若い頃
ロンドンのチェルシーで生まれた。彼の父親は軍人で、1745年におこったフォントノワの戦いの影響で片腕を失い、最初は囚人として、その後は年金受給者としてロイヤル・ホスピタル・チェルシーに入院した。ギルレイは練習として文字を彫ることから始め、彫刻の腕を磨いた。しかしこの仕事にうんざりした彼は、放浪芸人の一団となり、しばらくの間イギリスの各地を放浪した。
波乱に満ちた生活の後、彼はロンドンに戻り、1778年からロイヤル・アカデミー・オブ・アーツで学び、今日まで伝わる最初の作品『Paddy on Horseback』（1779年）は版画家で刷版の彫り師ウィリアム・ハンフリー（William Humphrey）が製作した。

### 活躍・没
彼の初期の風刺画は、ほとんどがエッチングで、稀にアクアチントを使ったものや、点描法を使ったものも見られた。また、同世代のウィリアム・ホガースの風刺画をよく楽しみ、あるときは彼の研究対象になった。1782年に発表された、ジョージ・ロドニー卿のセインツの海戦での海軍の勝利を描いた2枚の風刺画は、彼の特筆すべきスケッチの初期の作品の1つである。
作品はスミ色1色刷りの銅版画に手彩色してあり、欄外の解説文は英語、フランス語、オランダ語でも記して、イギリスだけではなくヨーロッパ各地で流通した。
ハンフリーの妹は名前をハナー・ハンフリー（Hannah Humphrey）といい、ギルレイの版画の版元として販売を手がけた。ギルレイにはその店の様子を描いた作品もある（挿絵『とても滑りやすい天気』参照）。この2階に間借りし、臨終も迎えた。
ギルレイはハナーを通じて、親戚のミス（あるいはミセス）と暮らしていた。ギルレイは何度か彼女との結婚を考えたとされ、ある時、二人で教会へ向かう途中で、ギルレイはこんなことを口に出したという。
「これは愚かな関係だと思うよ、ミス・ハンフリー。私たちは一緒にとても快適に暮らしているんだから、そっとしておいた方がいい」

ギルレイの版画の一つ『Twopenny Whist』は、トランプをしている4人の人物を描いたもので、左から2番目に描かれた、眼鏡をかけた老婆は、ミスを描写していると広く信じられている。ギルレイの版画はハンフリーの店のウィンドウに良く展示され、熱心な群衆がそれを鑑賞した。

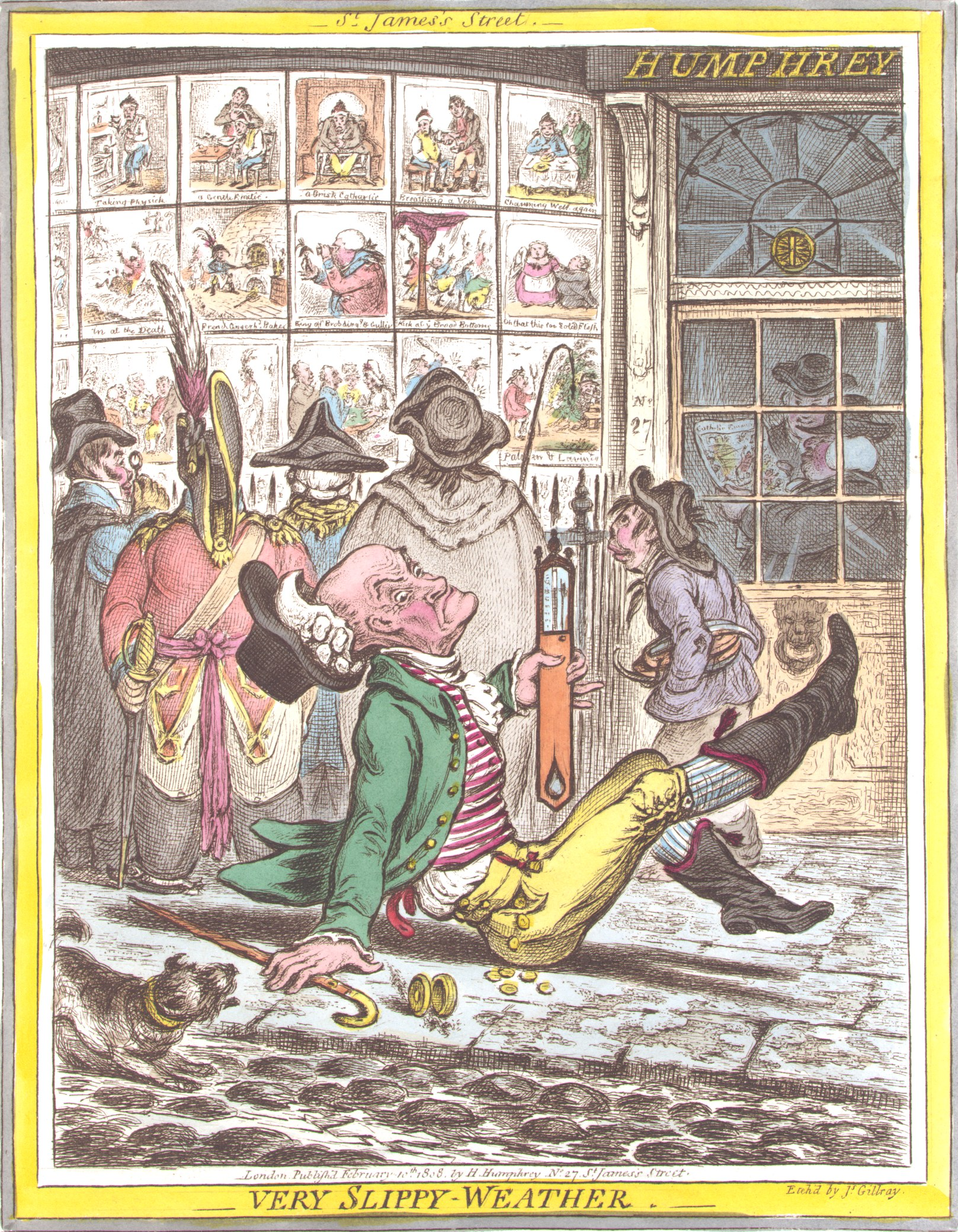
『とても滑りやすい天気』（1802年）足を滑らせた紳士は手に温度計を握りしめる。背景はH・ハンフリーの店。

1782年頃から、その時々の政治の話題を主題に製作しはじめ、同時代のトマス・ローランドソン（1756年-1827年）や、先行するホガース（1697年-1764年）を含め、風刺画の黄金時代を作ったとされる。
43歳になろうとする1806年、急激に視力が衰えはじめ、それまでのような作品を描けなくなる。眼鏡をかけたりしても、満足のいく成果は得られなかった。以前よりも作画の効率が悪くなると、ギルレイは沈みがちになり、深酒が続いた。それが原因で長時間の痛風を引き起こした。1809年9月の作品を最後に筆をおき、精神症状がつのると1811年7月にハンフリーの店の屋根裏の窓から飛び降りて自殺を試みるが未遂に終わる。ギルレイは精神錯乱が高じ、自立した生活ができなくなると、ハナー・ハンフリーの介護を受けて暮らし、1815年に57歳で没した。ピカデリーのセント・ジェームズ教区の墓地に埋葬された。その後は自立した生活ができなくなると、ハナー・ハンフリーの介護を受けて暮らし、1815年に57歳で没した。
彼の最後の作品は、1811年のヘンリー・バンバリー（Henry Bunbury）との共作で、『巡回裁判所での理髪店の内部』と題された。この作品を制作している間に発狂しては正気を取り戻す、これを幾度も繰り返し、その精神の変化を最期の作品に活かした。それがかえって精神の悪化を早めたのかもしれない。

## ギルレイと自画像
多くのギルレイ作品を収蔵するとみなされながら、1940年にようやく風刺画部門の整理と台帳化を終えたのは大英博物館である。18-19世紀のイギリス史専門家、ドロシー・M・ジョージ（ロンドン大学）がまとめた台帳により作品群の俯瞰ができ、1960年代にドレイパー・ヒルは人物伝を上梓すると、ジョージに献呈する。1960年代の自由な気風にふれたジェラルド・スカーフ など、イギリスの漫画家たちの目にとまるものの、刺激的な挿絵が一般書として出版できるには、1970年代まで待たなければなかった。
イギリスの貴族院議員ウィリアム・フレーザーは熱烈なギルレイ蒐集家で、貴族院附属図書館が収蔵する特別コレクションは1899年に同議員から受贈した。フォリオ版のモロッコ革表装を施したギルレイ全集は11巻あり、版画が大切に綴じこまれている。2016年に同図書館は初めてこの全集の版画を図録にすると決める。監修者にティム・クレイトン Tim Clayton を招き、18世紀-19世紀初頭のイギリス史と文化の専門家として整理と解説を依頼した。
同国のナショナル・ポートレート・ギャラリーでも、収蔵するギルレイの作品の分析が進む。人物画は881点、象牙の板に水彩で描いた自画像も1点あり（ページ上部参照）、またそれを模写もしくは参照して他の画家が製作したギルレイの肖像画は、同館に5種6点が伝わる。
以下、題名に続けてナショナル・ポートレート・ギャラリーの収蔵品台帳番号を示す（NPG＋数字）。
- ジェームズ・ギルレイ『自画像』（James Gillray）NPG 83。象牙に水彩、1800年頃。
- 作者不明『James Gillray』NPG 3650。水彩画、1810年頃。
- 『James Gillray』NPG D9299、銅版画、手彩色、1800年頃。J・ギルレイの模写。
- チャールズ・ターナー『James Gillray』NPG D2437。メゾチント、1819年（版製作年は1800年頃）。
- C・ターナー『James Gillray』NPG D2775。J・ギルレイの模写。
- C・ターナー『James Gillray』NPG D12275。ジョージ・ハンフリー（出版）、J・ギルレイの模写。メゾチント、1819年4月19日（版製作は1800年頃）
- C・ターナー『James Gillray』NPG D19559。G・ハンフリー（出版）、J・ギルレイ模写。メゾチント、1819年4月19日（版製作は1800年

### 群衆に紛れた自画像
蒐集家ドレイパー・ヒルはジョージ・ウッドワード作『An Old Bachelor』（台帳番号BM 11170）のモデルもギルレイで、これをG・A・スティーブンス著『A Lecture on Heads』（仮題：頭像の描き方）に挿絵として採用するとき、銅版画師ローランドソン Rowlandson  が版を彫ったと指摘する。
ヒルは、ギルレイが自作の風刺画にも自画像をすべり込ませたと分析する。明白にわかる作品は1795年からで、次の作品にも姿を変えて登場するという。
- 『A Warm Birth for the Old Administration』（1782年4月2日、BM 5970）悪魔の姿[13]。
- 『Black Dick turn'd Taylor』（1788年2月4日、BM 7262）[13]。
- 『Promis'd Horrors of the French Invasion』（1796年4月20日、BM 8826）。視力を失ったジョン・ブルの姿[13]（イギリスの寓意）。題材はフランス革命。
- 『Pray Pity the Sorrows of a Poor Blind Man』[注釈 3]（1811年頃）視覚を失い自我が瓦解するギルレイ自身の姿[13]。

アメリカ議会図書館の収蔵するギルレイ作品は、ウィキメディア・コモンズに提供を受けた。アメリカがイギリスから独立を求めて戦争が始まると、ギルレイは植民地住民の貿易の利潤に配慮すべきと考えたという。ダートマス大学附属フード美術館は1994年に展覧会を開く。伊丹市立美術館は巡回展「ジェイムズ・ギルレイ展」（1996年）をテレビで紹介し、2000年の「 ジェイムズ・ギルレイ : 諷刺が語る」展では18世紀末イギリスの版画と社会情勢を述べた。

## おもな作品
フランス革命やナポレオンには否定的な立場であった。イギリス王室の人々や政治家を鋭く風刺し、王族でもっとも槍玉にあげたのはジョージ3世と妃、また大食漢として描いた王太子時代のジョージ4世である。小ピットの肩を持ちホイッグ党員をたたいた。

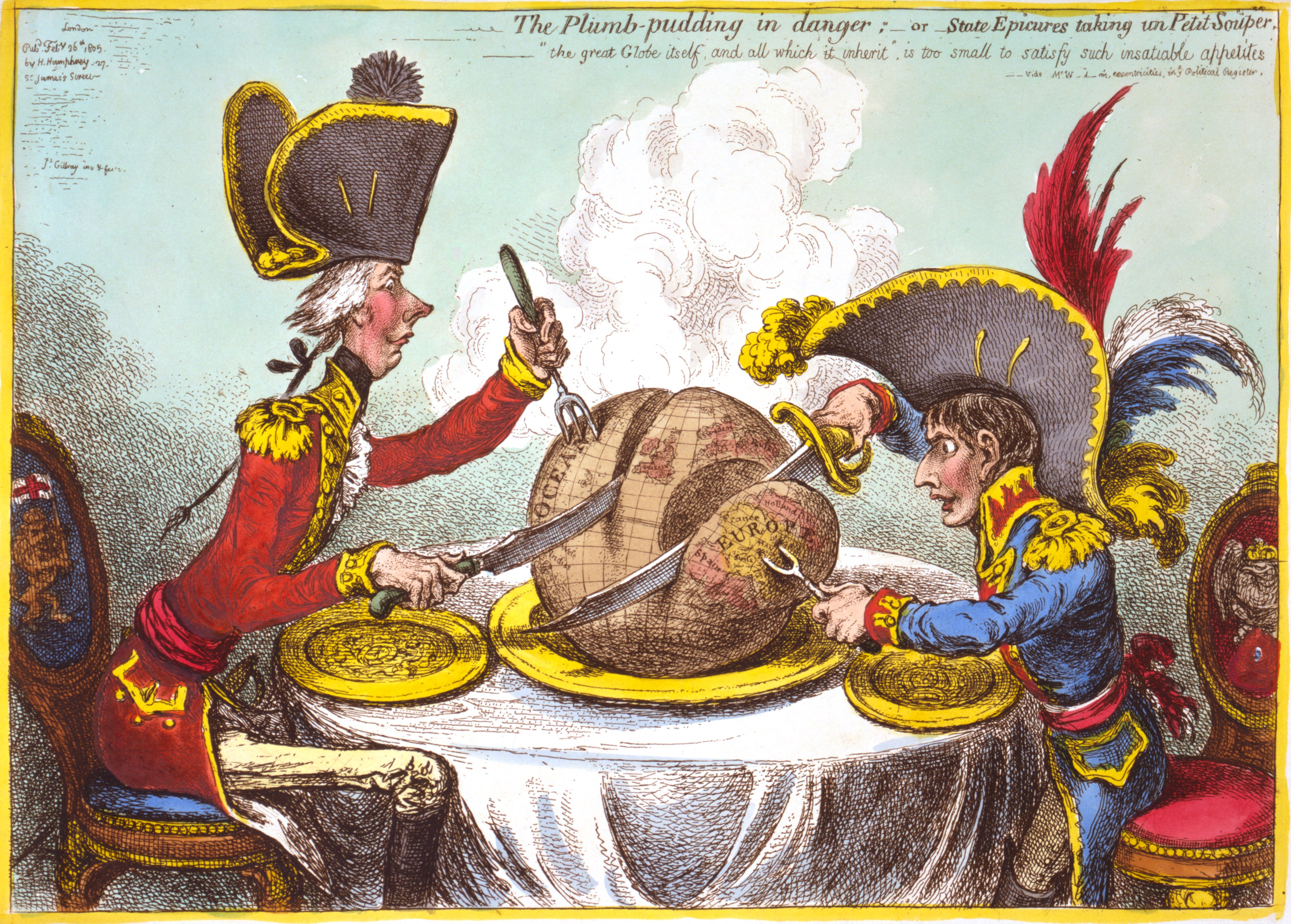
「ふくよかなプディング、あやうし」（1805年） ナポレオンの台頭とイギリスの対仏戦争
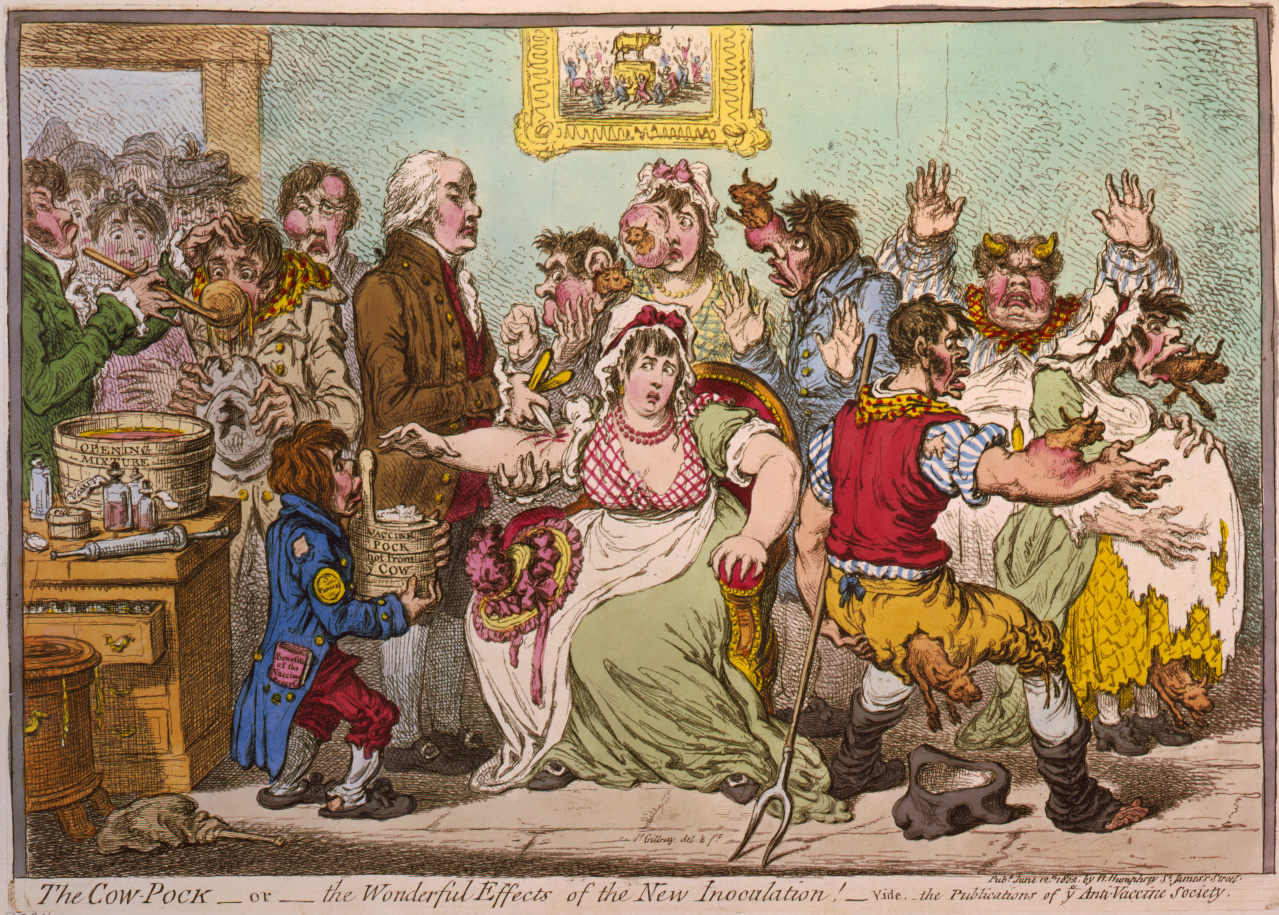
「ジェンナーの種痘」（1802年）
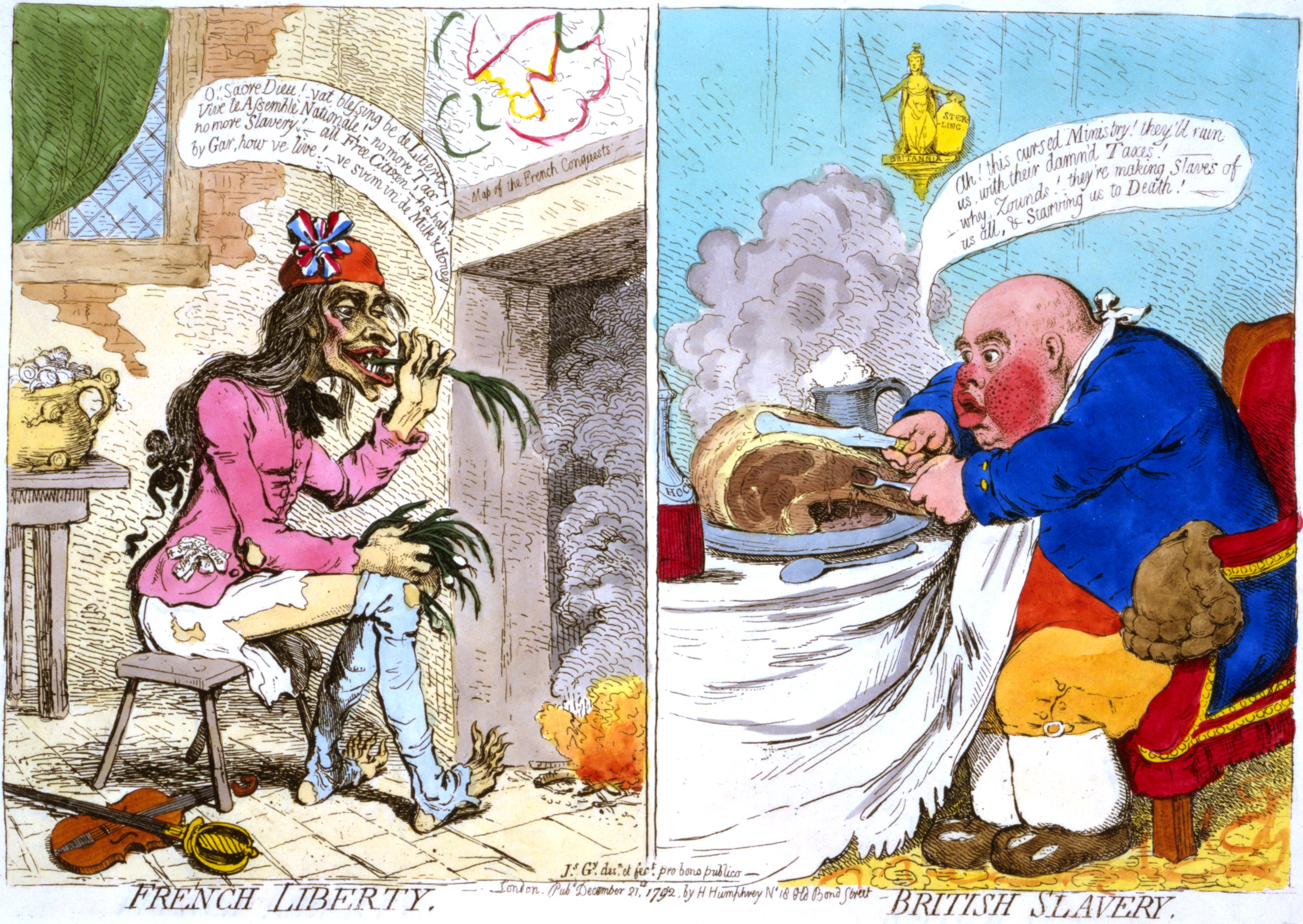
「自由のフランス、隷属のイギリス」（1792年） 飢えたフランス人は生の玉ねぎをおいしそうにかじり（左）、肥えたイギリス人（右）は肉の塊を前に重税とひもじさに不満を述べる。
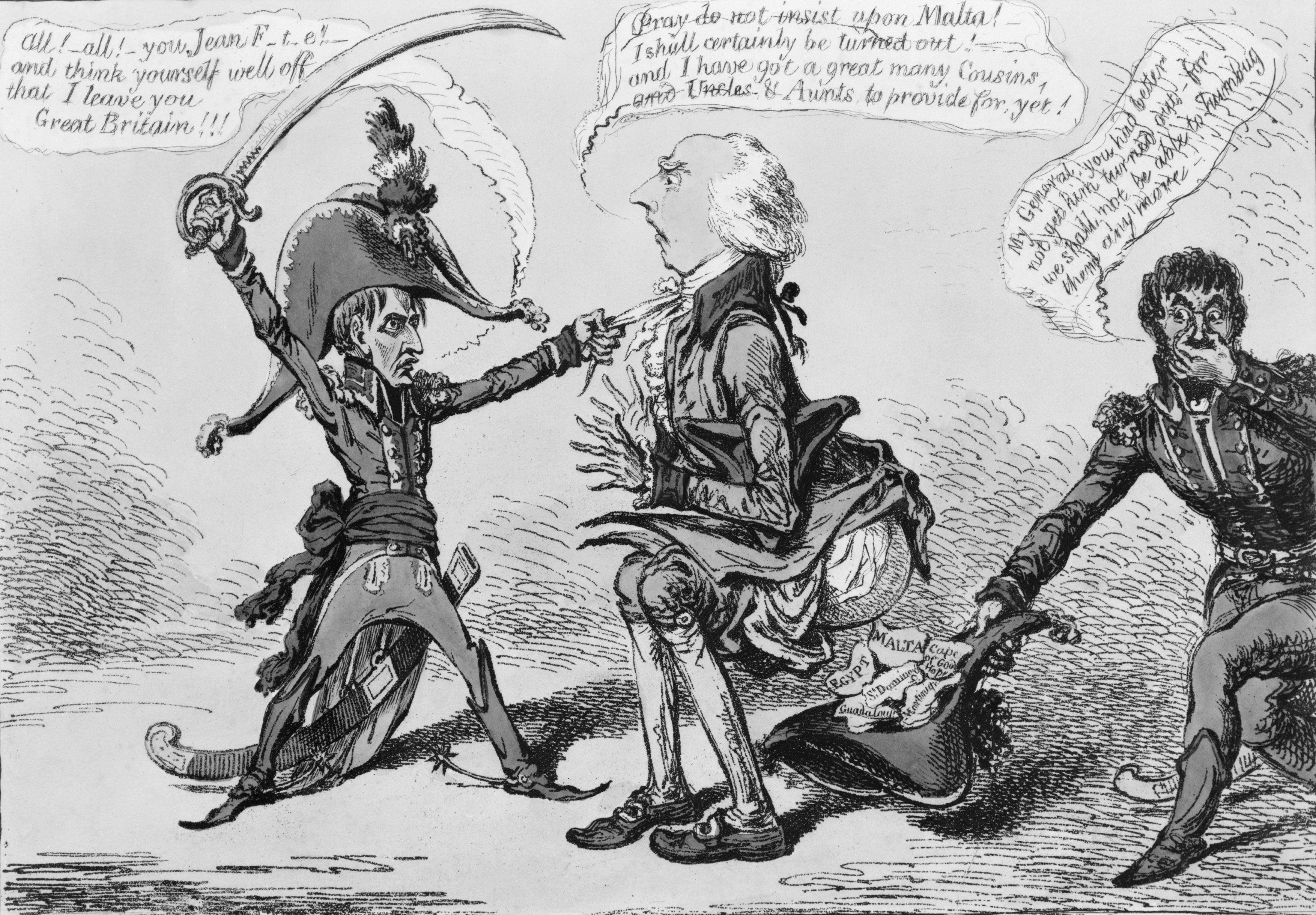
「マルタ脱出」（1803年） アディントン（中央）の尻の下の帽子に、丸めた紙玉が重なる。エジプト、グアダルーペの上にマルタの文字。ナポレオン（左）のエジプト遠征に際して敗退するイギリス軍が主題。

文化人や著名人にも容赦はしなかったギルレイも、貴族階級の女性でオペラ好きのアルビニア・ホバート伯爵夫人 Albinia Hobart の扱いは別格である（第4代バッキンガムシャー伯爵ロバートの生母）。ホバートは生家の母方の資産相続と伯爵との結婚により裕福で派手好きであり、また邸で違法のトランプ賭博を催すと王族や名士を招き、新聞の社交欄を賑わせる。さまざまな風刺画家が50点におよぶ作品を残しており、ギルレイは数点の版画に登場させ、特権階級の豪奢な暮らしぶりを批難する。みずからオペラを歌い、娘たちと街の劇場に出た伯爵夫人は、〈長身でやせた女性〉という設定の「カウスリップ」役を演じた。その姿もすかさず版画にしている（挿絵「カウスリップ、クリームの大盃をもって登場」参照）。ロンドンの新聞は好意的な劇評を書き、劇場を借り切って代金を払うなど、不況の影響を受ける文化のパトロンを自負した面を捉えた。

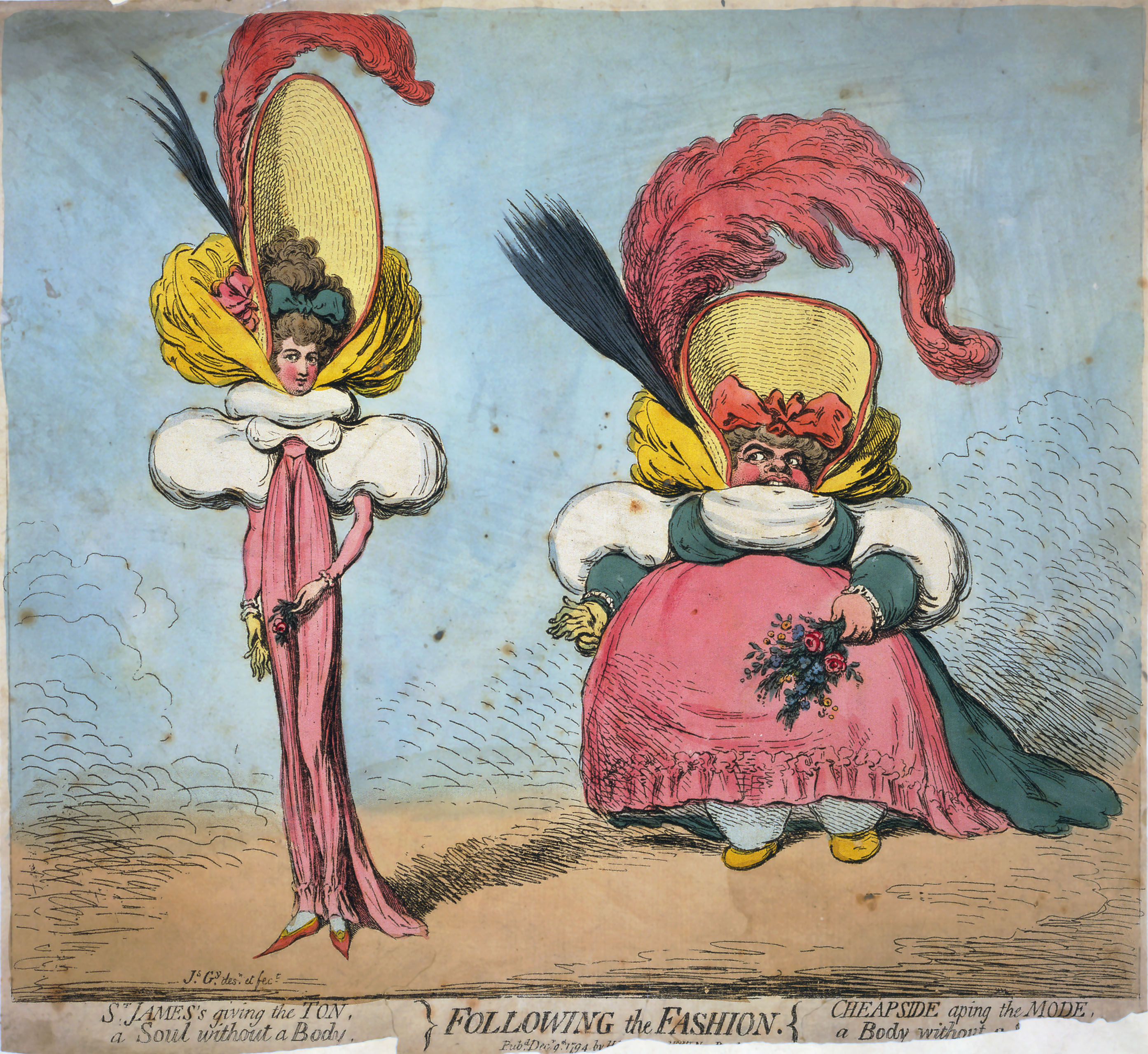
「流行に乗り遅れるな」（1794年） 新古典主義風のドレスを着こなす貴族（左）とそれをまねた商人（右）
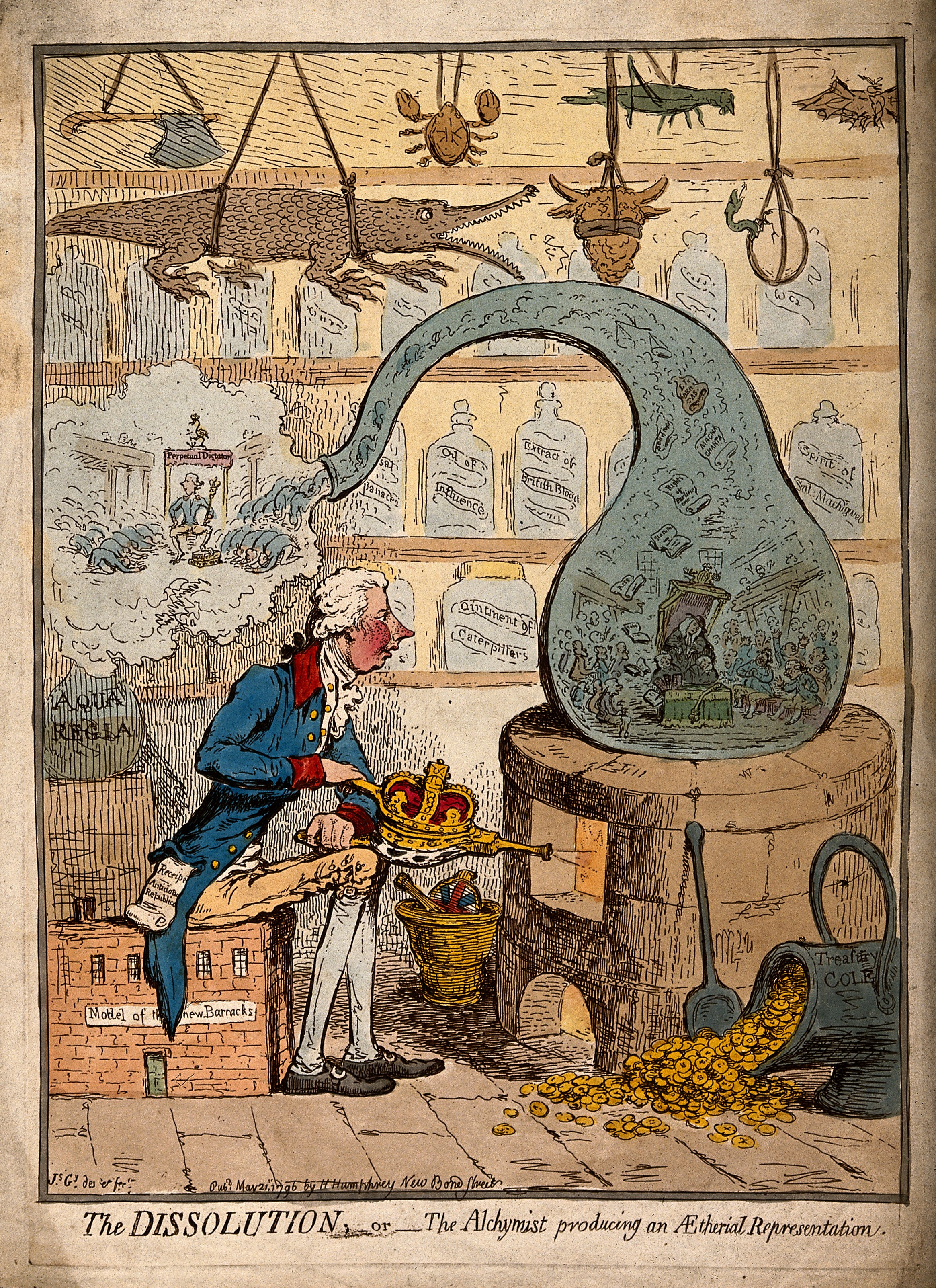
「錬金術師」（1796年） 王冠形のふいごで炉に風を送り、蒸留器で議員を煮立てる。小ピットによる庶民院解散が主題。
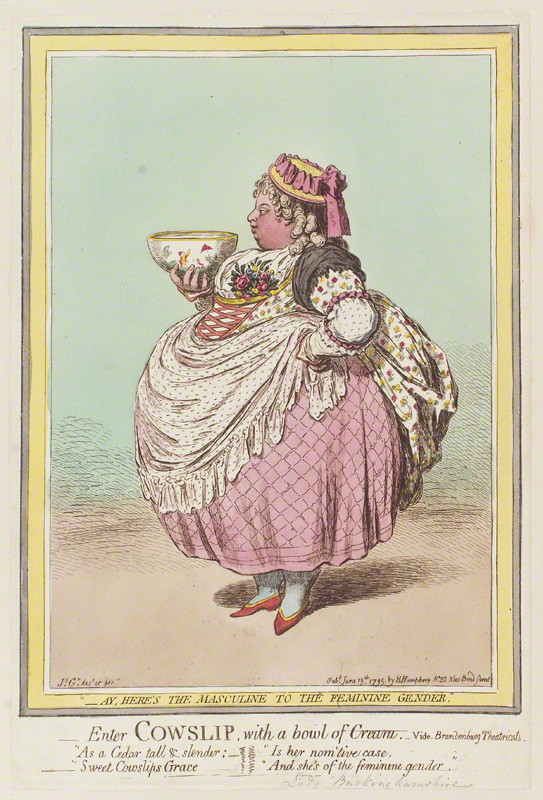
「カウスリップ、クリームの大盃をもって登場」 オキーフの喜劇オペラの花形カウスリップ役を演じるアルビニア・ホバートはギルレイお気に入りの貴族[23]。
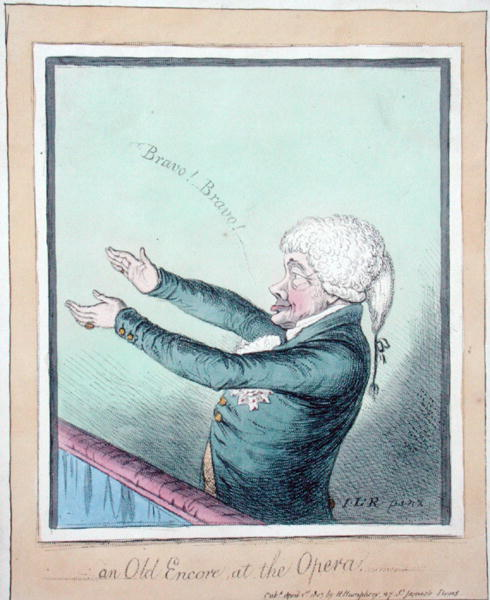
「オペラ劇場で時代遅れのアンコール！」（1803年）第7代ギャロウェー伯爵ジョン・スチュワートが主題。（John Stewart, 7th Earl of Galloway）

### 画集
- Gillray, James; Hess, David (1795). Hollandia-regenerata : recueil de caricatures sur la République Batave. [s.I.] [s.n.]. NCID BA29607002版画20点を掲載、フランスの共和党員の服装や習俗が主題。キャプションはフランス語、聖書の引用はオランダ語とラテン語で添えた。一橋大学附属図書館所蔵。
  - 電子版。登録制。図書館や大学経由でログイン。OCLC 690502840。スキャナをかけた原書はハーバード大学ヒュートン図書館所蔵。

- Gillray, James (1847) The works of James Gillray, from the original plates, with the addition of many subjects not before collected. Printed for H.G. Bohn. NCID BA84867401。初版の銅版から印刷し、未発表の図版を含むという。
- Gillray, James ; Wright, Thomas (1873) The works of James Gillray, the caricaturist : with the story of his life and times. Chatto and Windus, NCID BA43031338。作品と伝記。
- Gillray, James ; Hill, Draper (1966) Fashionable contrasts. Phaidon, NCID BB12208633.
- Gillray, James (1968) The works of James Gillray : 582 plates and supplement containing the 45 so-called "suppressed plates" B. Blom, NCID BB24042924.〈出版自粛〉の45点を含む582点を掲載。
- Hart, Katherine W; Gillray, James (1994). Hacker, Laura. ed. James Gill-ray : prints by the eighteenth-century master of caricature. Hood Museum of Art, ダートマス大学. NCID BA58725432, ISBN 0944722156.
- 貴族院附属図書館特別コレクション図録
  - 第1巻から第11巻の収蔵作品一覧[24]。